# Kawasaki KMX
KMX war eine Motorrad-Baureihe von Kawasaki mit 125 cm3 und 200 cm3. Die KMX 125 wurde von 1985 bis 2003 gebaut. Aufgrund der großen Popularität der KMX 125 entschied sich Kawasaki, eine 200 cm3 Variante auf den Markt zu bringen. Diese wurde von 1988 bis 1989 gebaut.

## Technische Daten
| Technische Daten | Technische Daten | Technische Daten |
| --- | --- | ---------------- |
| KMX 125 - Motor Typ: 2 Takt, Einzylinder - Hubraum: 124,8 cm3 - Leistung: - 11 kW / 15 PS bei 8500/min und 14,7 Nm bei 7500/min - 18 kW / 24,5 PS bei 9500/min und 17,7 Nm bei 9000/min - Startsystem: Kickstarter - Schmiersystem: Superlube (Öleinspritzung), Getrenntschmierung - Motoröl: Voll-/Halbsynthetisches 2-Taktöl - Radantrieb: Kettenantrieb - Getriebe: 6 Gang, Klauengeschaltet - Leergewicht: 115 kg - Tankinhalt: 9,3 Liter | KMX 200 - Motor Typ: 2 Takt, Einzylinder - Hubraum: 189 - 192 cm3 (Unterschiede noch nicht lokalisiert) - Startsystem: Kickstarter - Schmiersystem: Superlube (Öleinspritzung), Getrenntschmierung - Motoröl: Voll-/Halbsynthetisches 2-Taktöl - Radantrieb: Kettenantrieb - Getriebe: 6 Gang, Klauengeschaltet - Leergewicht: 119 kg (A2); 121 kg (A3) - Tankinhalt: 9,3 Liter |                  |

## Entwicklung
KMX 125

Supermoto Umbau einer KMX

Die KMX 125 wurde im Jahr 1986 in den Markt eingeführt. Motorisiert war sie bis zur Einstellung der Produktion, mit einem flüssigkeitsgekühlten, membrangesteuerten Zweitaktmotor, welcher eine mechanische Auslass-Steuerung (KIPS – Kawasaki Integrated Powervalve System) besaß. Außerdem wurde bei der KMX vorn und hinten ein Scheibenbremsen System eingesetzt.
Zum Zeitpunkt der Markteinführung war die KMX somit der 125er Konkurrenz technisch  überlegen, die meist noch luftgekühlte Motoren ohne Auslasssteuerung sowie Trommelbremsen in ihren Modellen verbaute.
Im Jahr 1999 erfuhr die KMX ein Re-Design, dabei wurden die Tankflügel links und rechts verbreitert, der Haltegurt auf der Sitzbank entfernt und dafür der Gepäckträger durch Griffe ergänzt. Des Weiteren wurden die Überströmkanäle abgerundet und die Krallenfußrasten durch Gummifußrasten ersetzt. 
Mit dem Modell für das Jahr 2001 wurden die letzten technischen Veränderungen vorgenommen. Es wurden nochmals die Überströmkanäle überarbeitet und stärkere Kolbenringe verbaut. Jedes Jahr bekam die KMX ein neues Outfit in Form von neuen Dekors.
KMX 200
Die KMX 200 wurde im Jahr 1988 in den Markt mit der Identifizierungsnummer MX200-A2 eingeführt. 1989 wurde das neue Modell MX200-A3/A3A eingeführt. Dieses erhielt neue Abmessungen und nahm dadurch geringfügig an Gewicht zu. Überarbeitet wurde außerdem die Bremsscheibe. Diese wurde stärker und bekam ein neues Lochbild. Des Weiteren wurde die Bremsscheibe mit einer zusätzlichen Abdeckung versehen.